# البيت المفتوح في القدس للفخر والتسامح
بيت القدس المفتوح للفخر والتسامح (بالعبرية: הבית הפתוח בירושלים לגאווה ולסובלנות) هي منظمة ناشطة من مثليات ومثلي الجنس وازدواجية الميول الجنسية والمتحولين جنسياً (إل جي بي تي). منذ عام 1997، هدفت JOH إلى توفير الخدمات المباشرة لمجتمع إل جي بي تي داخل مدينة القدس وتأمين حقوق إل جي بي تي في المجتمع الإسرائيلي بشكل عام.

## التاريخ
تأسست دار القدس المفتوحة في عام 1997. لقد أصبحت مسيرة فخر المثليين المقدسة السنوية التي ينظمها المركز أكبر مظاهرات حقوق الإنسان في القدس. في عام 2006 استضافت JOH WorldPride. كما أسست الجامعة أول عيادة صحية في إل جي بي تي في إسرائيل - العيادة المفتوحة - وقامت بتطوير البرمجة بما في ذلك برنامج شامل للشباب ومشروعات فريدة تربط بين المثليين والهويات الدينية.

## مسيرة القدس للفخر والتسامح
في عام 2002، رفع يوه قضية دعوى قضائية ضد مدينة القدس لعدم السماح لهم بالاحتفال بفخر. فاز JOH بهذه القضية ودفعت مدينة القدس ما يعادل 10000 دولار أمريكي في التسوية. منذ ذلك الحين، نظمت JOH مسيرات الفخر السنوية في القدس تحت اسم «مسيرة القدس من أجل فخر المثليين والتسامح».
في عام 2005، حاولت البلدية وقف المسيرة، ولكن تم إلغاء الطلب من قبل المحكمة المحلية. العديد من المتظاهرون من اليهود المتدينين، اصطفوا في طريق الممر الطويل وهم يصرخون بإهانات ويظهرون لافتات تحمل رسائل مثل: «أنت تفسد أطفالنا»، و«القدس ليست سان فرانسيسكو.»  خلال المسيرة، قام يشاي شليسيل من اليهودية الحريدية بطعن ثلاثة من المشاركين في المسيرة بسكين مطبخ. خلال استجواب الشرطة وصف الدافع وراء أفعاله: «لقد جئت إلى القتل نيابة عن الله. لا يمكن أن يكون لدينا مثل هذه الرجسة في البلاد».وبعد ذلك أدين الجاني بثلاث تهم بالشروع في القتل وحكم عليه بالسجن لمدة 12 عامًا. كما أمرت محكمة القدس بالموافقة على 280 مليون شاقل (حوالي 60 مليون دولار أمريكي) كتعويض للضحايا. أطلق سراح شليسيل في عام 2015 وعاد إلى مسيرة فخر المثليين في 2015 للهجوم مرة أخرى.
كان موكب الكبرياء عام 2006 مغروسًا أيضًا في الجدل. أعلن الناشطون اليمينيون المتطرفون هيلل فايس وباروخ مارزل وايتمار بن جبير «حرب مقدسة» ضد المشاركين في المسيرة، وأعلنوا أنه ما لم يتم إلغاء المسيرة فإن العنف سيحدث. قدم منسقو باراد شكوى اتهموهم بالتحريض على القتل. قبل أسبوع من المسيرة، اندلعت أعمال شغب عنيفة في حي الحريديم في ميا شعاريم. وأصيب سبعة من رجال الشرطة وعدد من المتظاهرين غير المعروفين. ومع ذلك، استمرت المسيرة دون وقوع حوادث.
في عام 2015 تم طعن ستة أشخاص في المسيرة من شليسيل، نفس الجاني من طعن عام 2005. نتج عن هذا الطعن وفاة شيرا بانكي، التي كانت تبلغ من العمر 16 عامًا. ومنذ ذلك الحين حكم على شليسيل بالسجن مدى الحياة لستة من التهم بمحاولة القتل.

### الدعوة
اتخذ JOH إجراءات بشأن مجموعة متنوعة من القضايا المتعلقة بمجتمع إل جي بي تي من خلال الحملات والدعوات. تشمل الحملات الحالية الجهود المبذولة لإقناع المدرسة الحاخامية لحركة المحافظين بقبول الأشخاص المثليين في برنامج الحاخامية في إسرائيل. تحقيق الاعتراف بضحايا الهولوكوست من ذوي ميول مثليات الجنس ومثلي الجنس وازدواجية الميول الجنسيةوالمتحولين جنسياً إلى الجنس الآخر وإشراكهم في الاحتفالات الوطنية لإحياء ذكرى الهولوكوست؛ والاحتجاج ضد علاج التحويل.

### برمجة دينية
يقدم JOH برمجة دينية مستمرة، بما في ذلك خدمات كبالات شابات وخدمات العطلات. كما ينظم المركز اجتماعات ومناسبات للناس من جميع الطوائف الدينية، بما في ذلك مجموعة اجتماعية لرجال مثليين من الأرثوذكس. بالإضافة إلى ذلك، يدعم JOH التبادل مع المعابد إل جي بي تي في الخارج.
كما استضافت JOH تجمعات صديقة للأسرة لبوريم.

### الخدمات الصحية
في عام 2008، افتتحت JOH عيادة تقدم اختبارًا مجهولًا للفيروس وتقديم المشورة لأي شخص. كما يمكن للعيادة وصف العلاج الوقائي بعد التعرض (PEP)، ولكن الوقاية السابقة للتعرض (PrEP) غير متوفرة في إسرائيل.

### خدمات الشباب
تقدم JOH خدمات خاصة للشباب الذين يعيشون في المنطقة المحيطة بالقدس، بما في ذلك في المدارس ومساعدة الشباب على الخروج إلى عائلاتهم.

## الجدل
شارك JOH في بعض الجدل، سواء داخل إسرائيل أو في الولايات المتحدة.
في عام 2014، ارتبطت JOH خطأً بقتل محمد أبو خضير. كانت هناك شائعة بأن خضير كان عضواً في جون سميث، وكان هذا هو سبب قتله. زعمت JOH أن هذا غير صحيح وأكدت المجموعة أنها تريد السلام بين الإسرائيليين والفلسطينيين(القضية الفلسطينية). كانت المجموعة تضم أعضاء فلسطينيين منذ عام 2001، رغم أن الفلسطينيين كانوا يشكلون مجموعاتهم الخاصة منذ عام 2007 تقريبًا.
في عام 2016، تم إلغاء خدمة «السبت» التي خطط لها A Wider Bridge والتي شارك فيها JOH كجزء من مؤتمر التغيير الوطني التابع لمجموعة العمل LGBTQ، ثم ألغيت بعد ذلك، واحتجت في النهاية ضد المناهضين لإسرائيل (معاداة الصهيونية) في شيكاغو. اتهم المتظاهرون جماعات الغسل الورداني وعطلوا فعلياً عرضاً قدمه أعضاء JOH عن الهجوم في مسيرة القدس للفخر والتسامح في عام 2015.

## وصلات خارجية
- Jerusalem Open House
- Jerusalem Open House Blog